# James Oliver Curwood

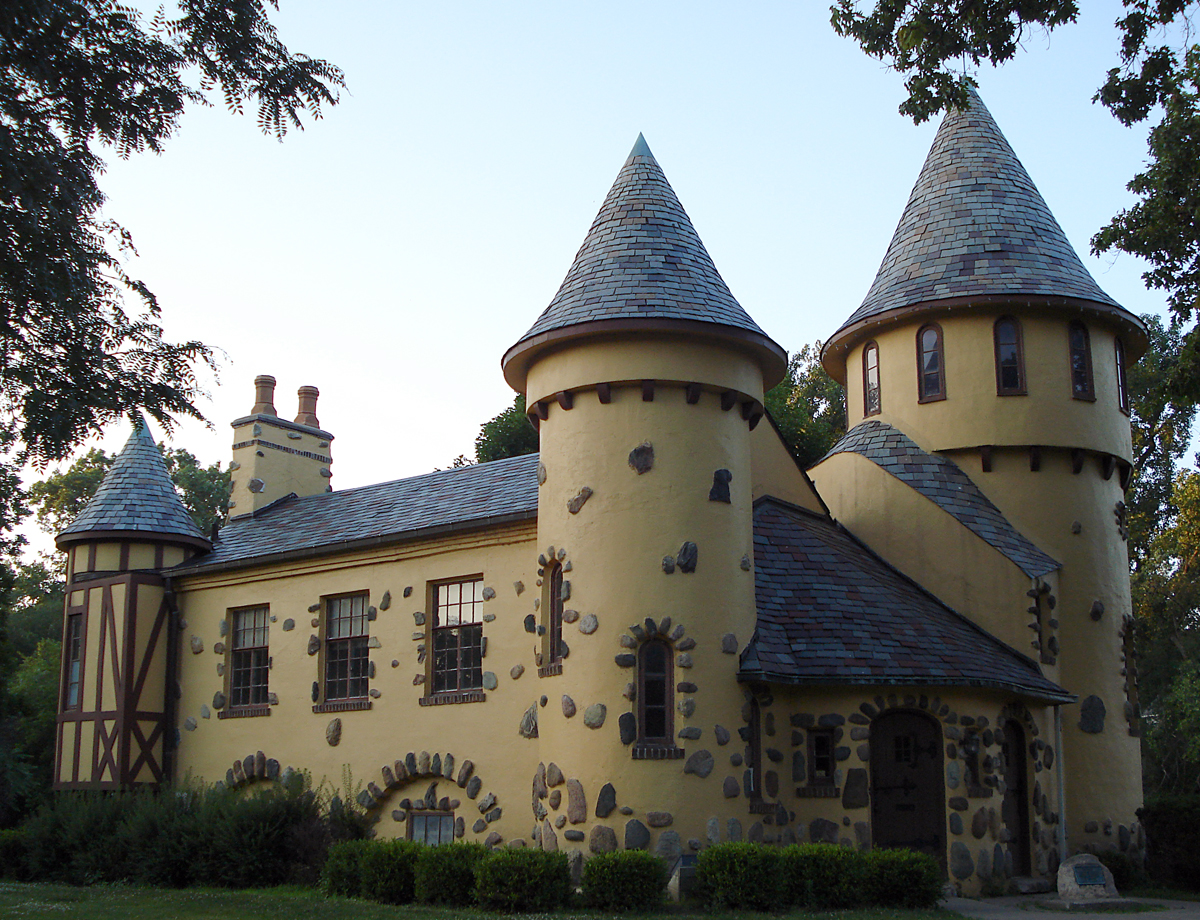
Curwoods landhuis in Owosso (Michigan), genaamd Curwood Castle.

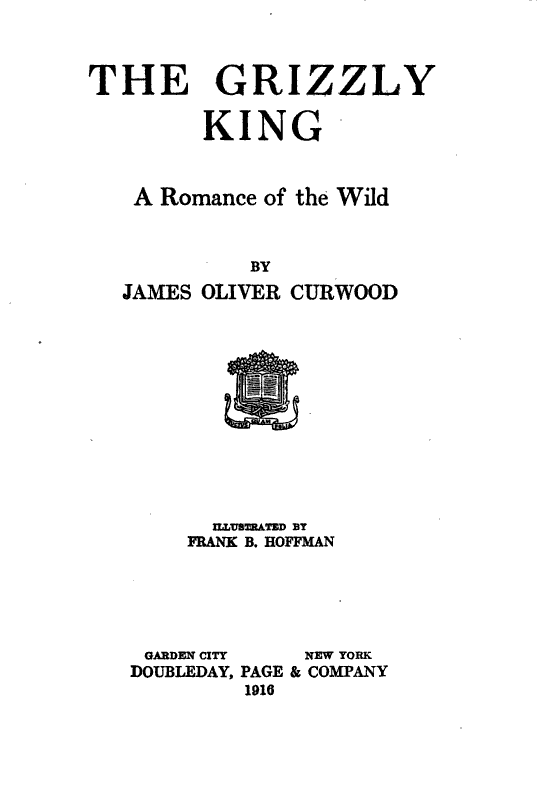
Titelpagina van The Grizzly King (1916), een van Curwoods bekendste romans.

James (Jim) Oliver Curwood (Owosso, 12 juni 1878 - aldaar, 13 augustus 1927) was een Amerikaans schrijver en natuurbeschermer. Hij werd bekend door zijn actie-avonturenverhalen, die veelal in Canada en Alaska speelden, in de traditie van Jack London. In 1908 kwam The Courage of Captain Plum uit, zijn eerste volwaardige roman. Minstens 18 films zijn gebaseerd op het werk van Jim Curwood.
Op het moment van zijn dood was Curwood een van Amerika's bestbetaalde schrijvers. Zijn welvaart liet hem toe zijn kinderdroom uit te voeren: een eigen kasteel bouwen. Dat werd Curwood Castle in Owosso, voltooid in 1922 in Franse kasteelstijl.